# Subótnik
Subótnik (en (ucraïnès): Суботник, en rus: Субботник) és un poble de la República Autònoma de Crimea, a Ucraïna, que el 2014 tenia 361 habitants. Pertany al districte rural de Djankoi.